# Delhi (Iowa)
Delhi è un comune degli Stati Uniti d'America, situato nello Stato dell'Iowa, nella contea di Delaware.